# Life for Paris
Life for Paris est une association de victimes des attentats du 13 novembre 2015.

## Genèse de l'association
L'association est fondée le 1er décembre 2015 à la suite d'un texte publié sur Facebook par une rescapée du Bataclan, Maureen Roussel. La création de Life for Paris en tant qu'association de victimes est officialisée le 13 janvier 2016.

## Action commémoratives
Le 19 septembre 2016, l'association est présente à la journée annuelle d'hommage aux victimes des attentats, organisée dans la cour des Invalides en présence du Président de la République François Hollande et de son prédécesseur, Nicolas Sarkozy. À l'époque vice-président de l'association, Arthur Dénouveaux prononce pour Life for Paris un discours en hommage aux victimes des attentats du 13 novembre 2015.
Le 13 novembre 2016, Life for Paris organise une première journée d'hommages publique à toutes les victimes des attentats du 13 novembre 2015, à la suite des commémorations officielles organisées par la Mairie de Paris. Cet hommage organisé devant la Mairie du 11e arrondissement de Paris se compose d'un discours de la présidente de l'association Caroline Langlade, d'un lâcher de ballons représentant la diversité des victimes, et de deux morceaux de piano joués par une infirmière intervenue la nuit du 13 novembre 2015. L'après-midi, l'association a organisé une rencontre entre ses membres et Françoise Rudetzki, Boris Cyrulnik et Denis Peschanski autour du thème de la résilience et de la mémoire.

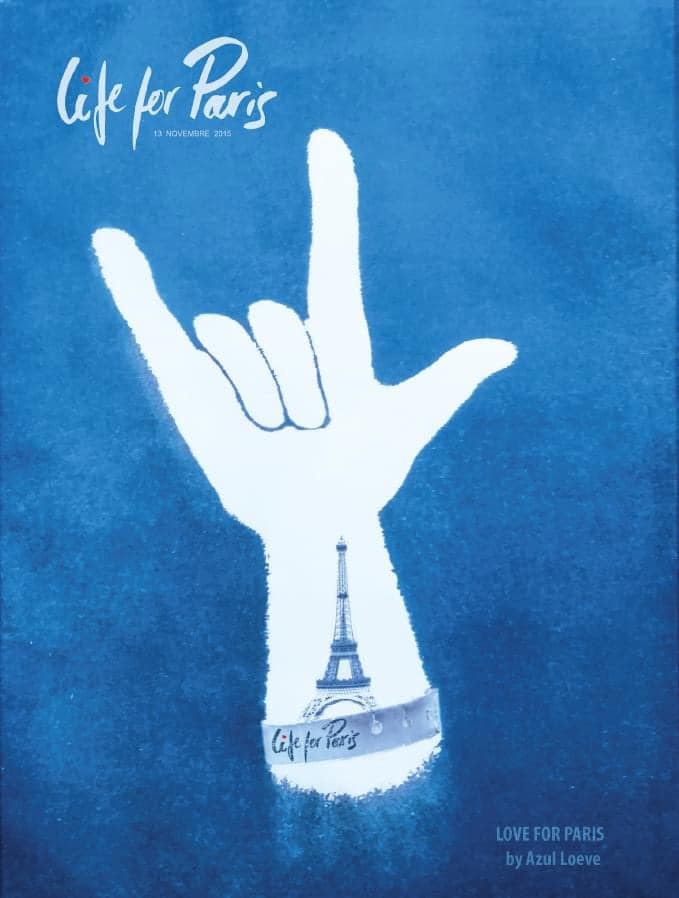

Le 13 novembre 2017, l'association organise une nouvelle cérémonie commémorative publique. Cette cérémonie est de nouveau organisée devant la Mairie du 11e arrondissement de Paris, en présence du Président de la République Emmanuel Macron, de son épouse Brigitte Macron, de son prédécesseur François Hollande, de la Maire de Paris Anne Hidalgo, de l'ancien Premier Ministre Manuel Valls, et de l'ancien Ministre de l'Intérieur Bernard Cazeneuve. Deux membres du groupe Eagles of Death Metal (Jesse Hughes et Dave Catching) qui jouaient au Bataclan le 13 novembre 2015 donnent un concert surprise à la fin de la commémoration.
Pour les troisièmes commémorations des attentats, le maire de Londres Sadiq Khan est présent en compagnie de la maire de Paris, du maire du 11e arrondissement François Vauglin et de la maire du 10e arrondissement Alexandra Cordebard.

## Actions en justice
Le 27 novembre 2017, Life for Paris annonce avoir saisi le CSA à la suite de la diffusion sur M6 dans l'émission La France a un incroyable talent d'une séquence où un candidat chante un morceau en hommage à Alexandre, un ami prétendument décédé au Bataclan lors des attentats du 13 novembre 2015. L'association Life for Paris révèle qu'aucune victime portant ce prénom n'est décédée au Bataclan, ce qui pousse le candidat à présenter ses excuses le soir-même sur Facebook, avant d'effacer son message. Le 30 mars 2018, le CSA déclare que « aucun manquement aux obligations de la chaîne n’a été (...) caractérisé », car « la chaîne, en toute bonne foi, avait pu être abusée par le comportement de ce candidat, compte tenu du contexte sensible qui l'entourait et de la nature même du programme pour lequel recourir à des vérifications préalables sur l'identité de la victime à laquelle il était rendu hommage semblait inutile ». Mais le CSA a également « regretté que la chaîne ne se soit pas manifestée auprès des associations de victimes du Bataclan du 13 novembre 2015 afin de leur exprimer sa compassion à la suite de l’émotion suscitée par cette séquence ».
L'association est d'abord représentée par Maître Georges Holleaux dans l'instruction concernant notamment Salah Abdeslam, et dans le procès de Jawad Bendaoud, Mohamed Soumah et Youssef Aït Boulahcen. À la suite de l'annonce de la relaxe de Jawad Bendaoud, l'association a critiqué publiquement ce verdict. À partir de septembre 2018, Life for Paris change d'avocat et est désormais représentée par Jean-Marc Delas. Après la tenue du procès en appel en décembre 2018, l'association reproche aux médias la différence entre l'attention qu'ils accordent à l'accusé par rapport aux victimes, et critique la tenue du procès après les nombreux incidents qui ont eu lieu pendant sa durée.
Dans l'affaire du financement présumé de Daech par Lafarge, l'association a demandé le 4 janvier 2018 à se constituer partie civile au nom de ses membres victimes des attentats du 13 novembre 2015. Malgré l'opposition du parquet de Paris, cette demande est acceptée le 29 janvier 2018.
Le 13 février 2018, Life for Paris annonce qu'elle sera partie civile dans le procès de Florence Monjault, une fausse victime des attentats du 13 novembre 2015 ayant escroqué l'association. Le 22 mars 2018, cette femme est condamnée à quatre ans et demi de prison ferme,
. Très investie, elle avait même intégré le conseil d'administration de l'association et organisé le retour à Paris des Eagles of Death Metal. Le journaliste et romancier Alexandre Kauffmann revient sur cette affaire dans une enquête publiée en 2021.
Le 27 juin 2018, l'association déclare qu'elle sera également partie civile dans le procès d'une autre fausse victime des attentats. Cette dernière est jugée le 2 octobre 2018 pour escroquerie, et 18 mois de prison ferme sont requis contre elle par la parquet. Le 16 octobre 2018, elle est condamnée à deux ans de prison, dont 18 mois de sursis.

## Prises de position
Le 6 novembre 2016, Life for Paris demande publiquement à la Mairie de Paris de prendre en charge les frais de déplacement et d'hébergement de toutes les victimes du 13 novembre 2015 pour la première journée de commémoration de ces attentats. Cette demande vise à obtenir la pleine égalité de traitement entre victimes physiques et psychologiques des attentats. À la suite de cette lettre, la Mairie de Paris accepte de prendre en charge les frais des victimes pour se rendre aux commémorations.
Le 30 novembre 2017, Life for Paris réagit à la polémique entourant le tournage de Ce soir-là, premier téléfilm inspiré de l'attentat du Bataclan, réalisé pour la chaîne France 2. Fin 2017, la chaîne annonce que la diffusion du téléfilm est ajournée, tant que son producteur n'aura pas « consulté l'ensemble des associations des victimes. » Le président de Life for Paris réagit à cette décision en affirmant : « même si on n'a jamais réclamé la censure, on est content que la pudeur et la retenue l'emportent. » Mais le 26 mars 2018, l'actrice Sandrine Bonnaire déclare dans une interview au magazine Télé Loisirs que le téléfilm de France 2 est « en cours de montage » et ne sera pas « irrespectueux. »
Le 16 janvier 2018, une lettre cosignée par les associations Life for Paris, 13onze15 : Fraternité et Vérité, la FENVAC et l'AFVT est rendue publique. Cette lettre a été envoyée à l'association « Génération Bataclan » un mois auparavant pour demander sa dissolution. À la suite de la publication de cette lettre, « Génération Bataclan » annonce envisager sa dissolution.
Le 2 février 2018, Life for Paris affirme publiquement son hostilité envers la sculpture offerte par l'artiste Jeff Koons à la Ville de Paris pour commémorer les attaques terroristes ayant eu lieu à Paris en 2015.
Le 6 mai 2018, l'association condamne les propos tenus par président américain Donald Trump devant la NRA sur les attentats du 13 novembre et les restrictions entourant le port d'arme en France.
Le 11 juin 2018, Life for Paris réagit officiellement à la polémique sur la programmation des concerts du rappeur Médine au Bataclan en octobre 2018. L'association déclare que « cette salle a aussi été victime des attentats du 13 novembre 2015, et qu'elle est complètement libre de sa programmation, sous contrôle de la préfecture de police de Paris ». Elle ajoute qu'elle « n'est pas un organe de censure, elle est et restera apolitique et ne laissera personne instrumentaliser la mémoire des victimes des attentats à des fins politiciennes, comme c'est le cas dans cette affaire ».
À la suite de l'annonce le 19 septembre 2018 par Emmanuel Macron de la création d'une journée nationale et d'un mémorial en hommage aux victimes de terrorisme, l'association soutient ces deux propositions et se prononce en faveur de la date du 11 mars pour commémorer les attentats en France.